# 野尻村 (福島県)
野尻村（のじりむら）は福島県大沼郡にあった村。現在の昭和村の北半にあたる。

## 地理
- 山：白沢山、大妻山、馬追山、三松山、俎倉山、志津倉山、高館山、権現山、一の沢山、鎌倉山、戸中山
- 河川：野尻川

## 歴史
- 1889年（明治22年）4月1日 - 町村制の施行により、下中津川村、野尻村、松山村、小中津川村の区域をもって発足。
- 1927年（昭和2年）11月23日 - 大芦村と合併して昭和村が発足。同日野尻村廃止。